# زان ياباني
زان ياباني شجرة نفضية من الزان في الفصيلة الزانية.

## التوزع
النبات متوطن في اليابان حيث يُعد أحد أنواع الأشجار الرئيسية في الغابات الطبيعية المتساقطة الأوراق خاصة على جانب المحيط الهادئ من البلاد. 

## الوصف
تطول حتى 25 مترا. غالبًا ما تكون عادة النمو متعددة الجذوع. اللحاء ناعم ورمادي. تترتب الأوراق البسيطة بالتناوب على طول الغصن. هم محتلمون قليلاً ومزرق قليلاً تحته ، مع 10-14 زوجًا من الأعصاب الجانبية. يراوح طول سويقة الثمر من 3 إلى 4 سم.